# San Isidro, Juanacatlán
San Isidro är en ort i Mexiko.   Den ligger i kommunen Juanacatlán och delstaten Jalisco, i den centrala delen av landet, 400 km väster om huvudstaden Mexico City. San Isidro ligger 1 537 meter över havet och antalet invånare är 189.
Terrängen runt San Isidro är kuperad åt nordost, men åt sydväst är den platt. Runt San Isidro är det ganska tätbefolkat, med 222 invånare per kvadratkilometer. Närmaste större samhälle är Atotonilquillo, 5,8 km söder om San Isidro. I omgivningarna runt San Isidro växer huvudsakligen savannskog.